# 86. Oscar-gála
A 86. Oscar-gálán az Amerikai Filmművészetek és Filmtudományok Akadémiája a 2013-as év legjobb filmjeit és filmeseit honorálta. A díjátadó ceremóniát 2014. március 2-án rendezték meg a hollywoodi Dolby Színházban. A díjátadót a korábbi évektől eltérően egy héttel később tartották, hogy ne ütközzön a 2014. évi téli olimpiai játékokkal.
A ceremóniát az Egyesült Államokban az ABC televízió társaság közvetítette Hamish Hamilton rendezésével. A házigazda a 79. Oscar-gála után másodszorra Ellen DeGeneres volt.

## Kategóriák és jelöltek

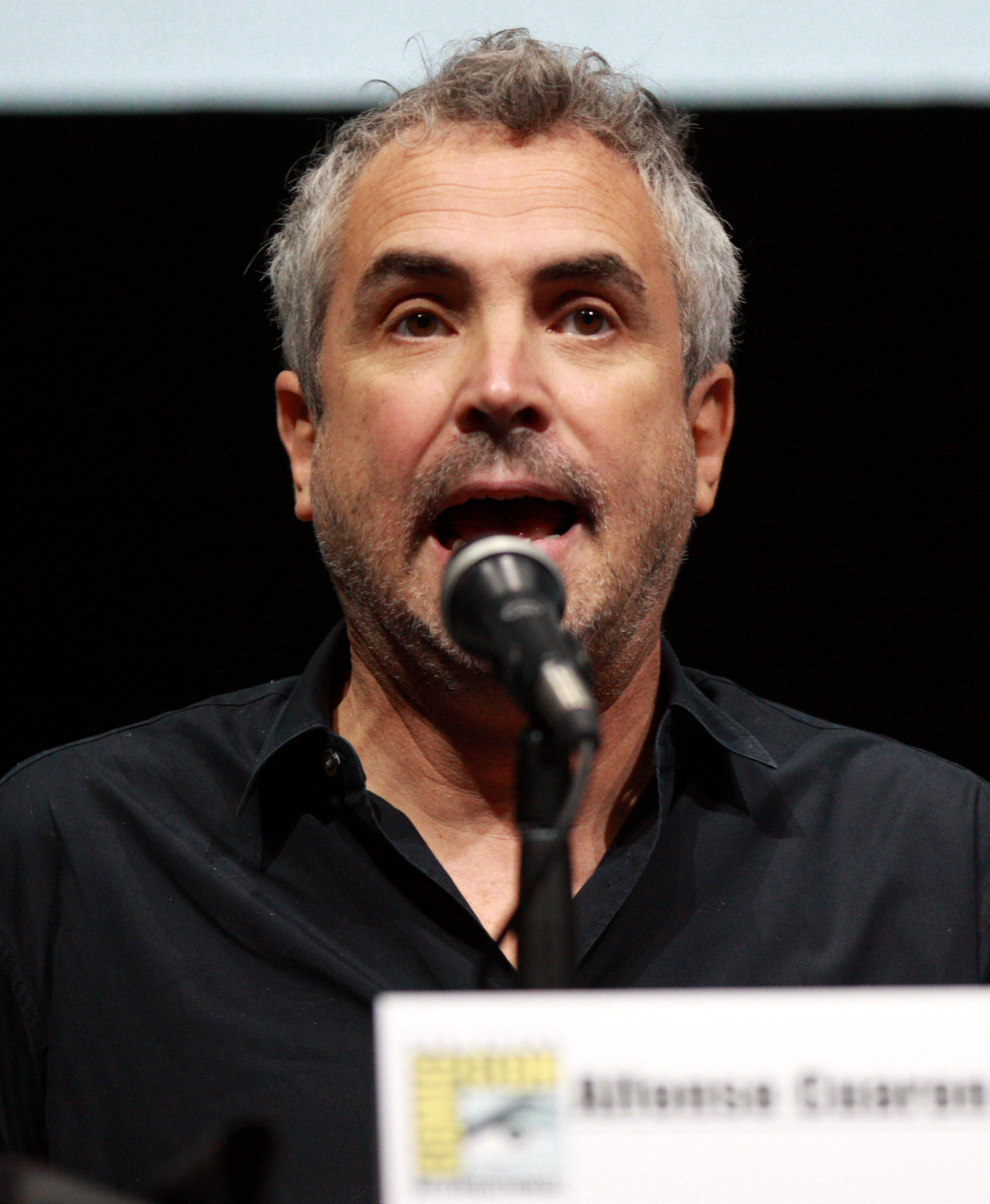
Alfonso Cuarón, a legjobb rendező kategóriájának győztese

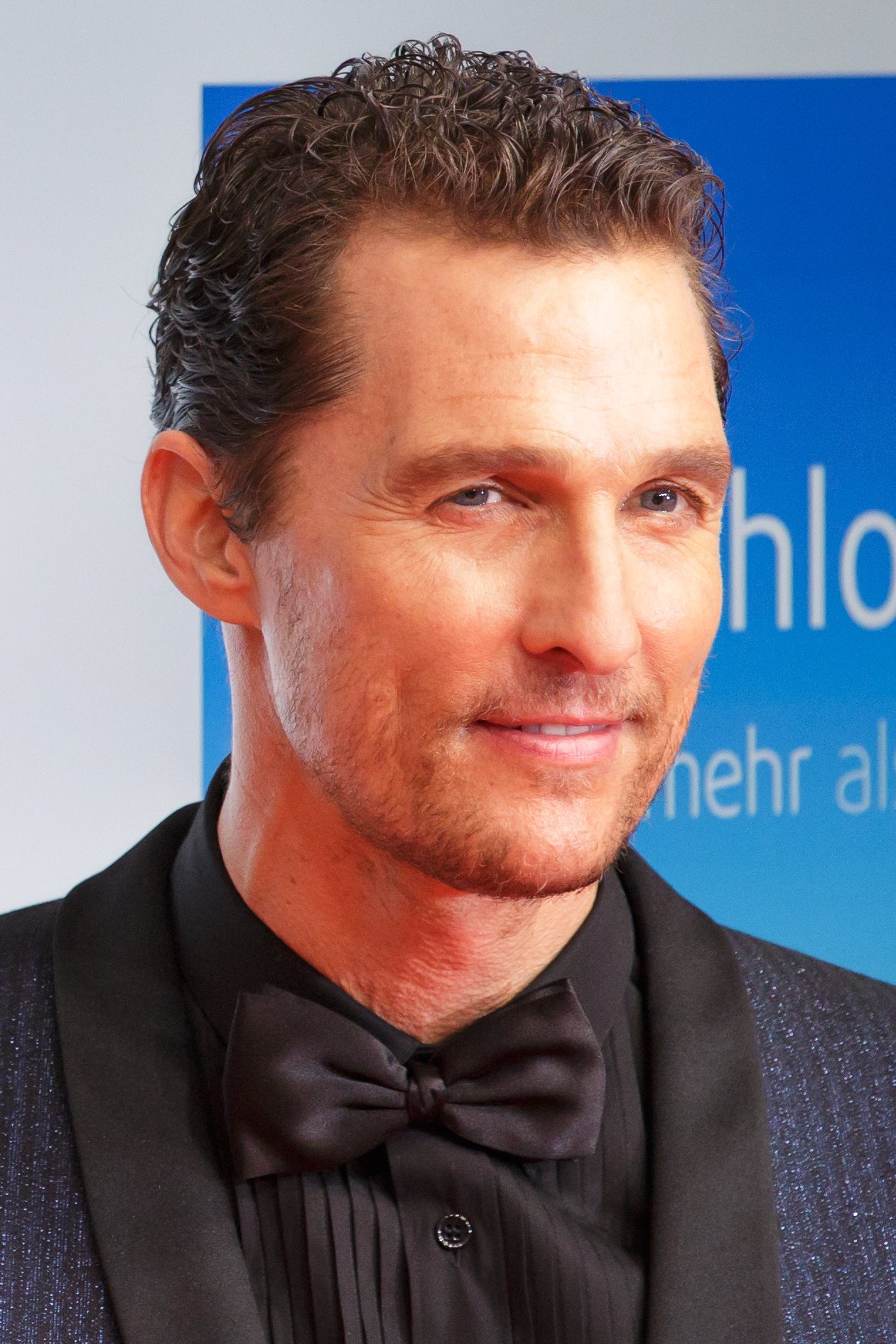
Matthew McConaughey, a legjobb férfi főszereplő kategóriájának győztese

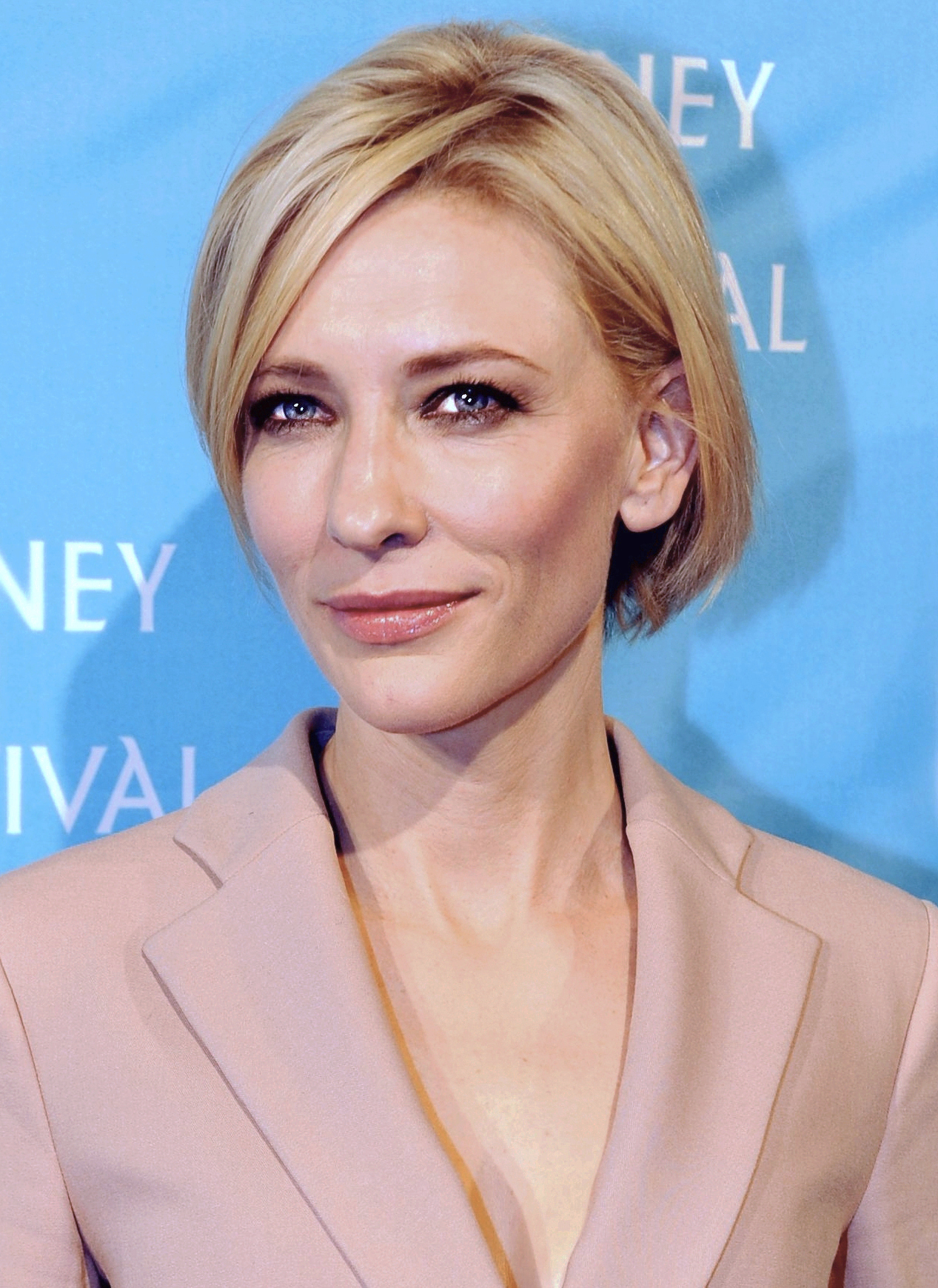
Cate Blanchett, a legjobb női főszereplő kategóriájának győztese

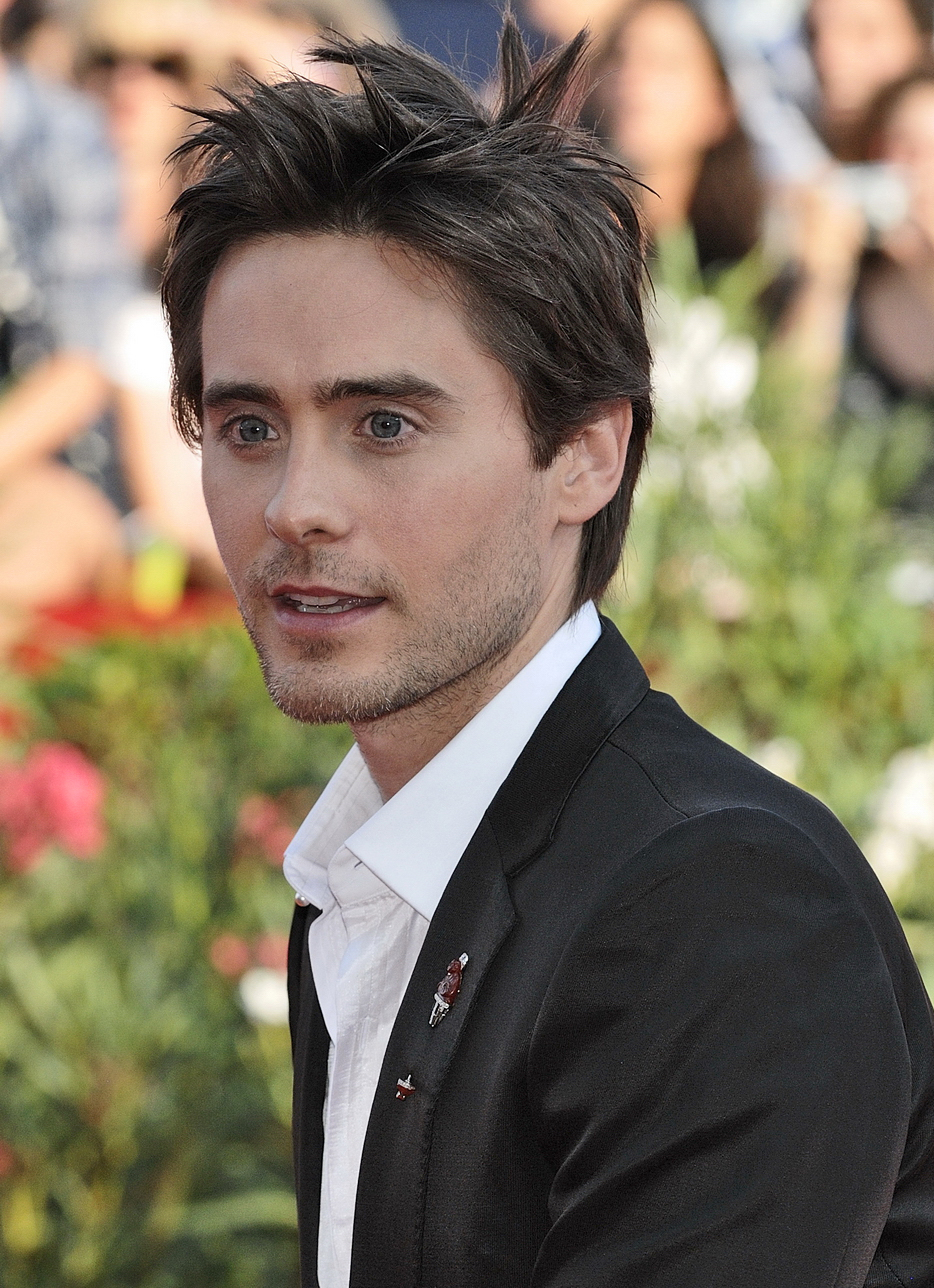
Jared Leto, a legjobb férfi mellékszereplő kategóriájának győztese

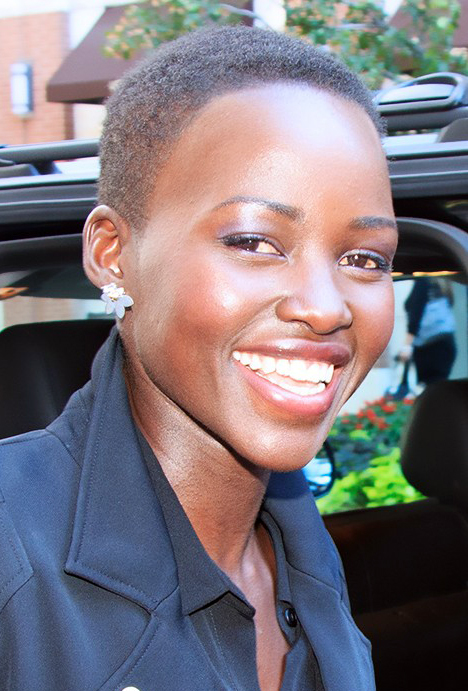
Lupita Nyong’o, legjobb női mellékszereplő kategóriájának győztese

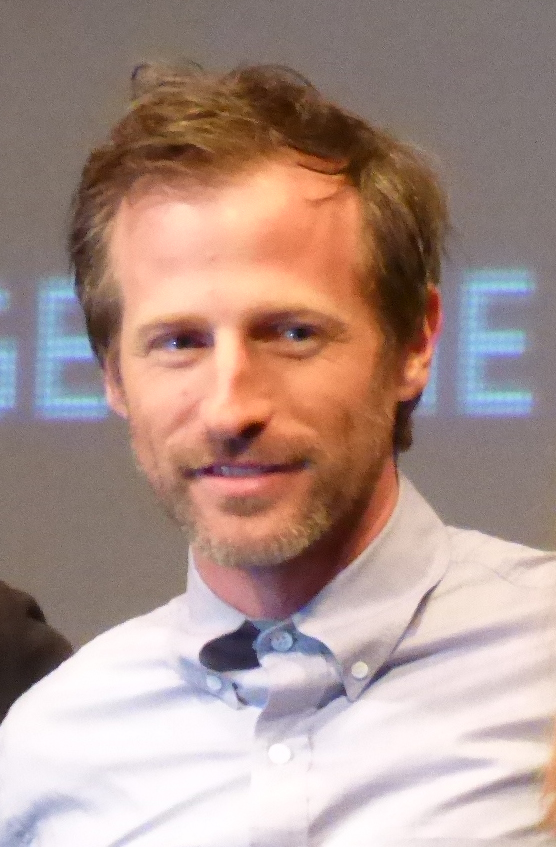
Spike Jonze, legjobb eredeti forgatókönyv kategóriájának győztese

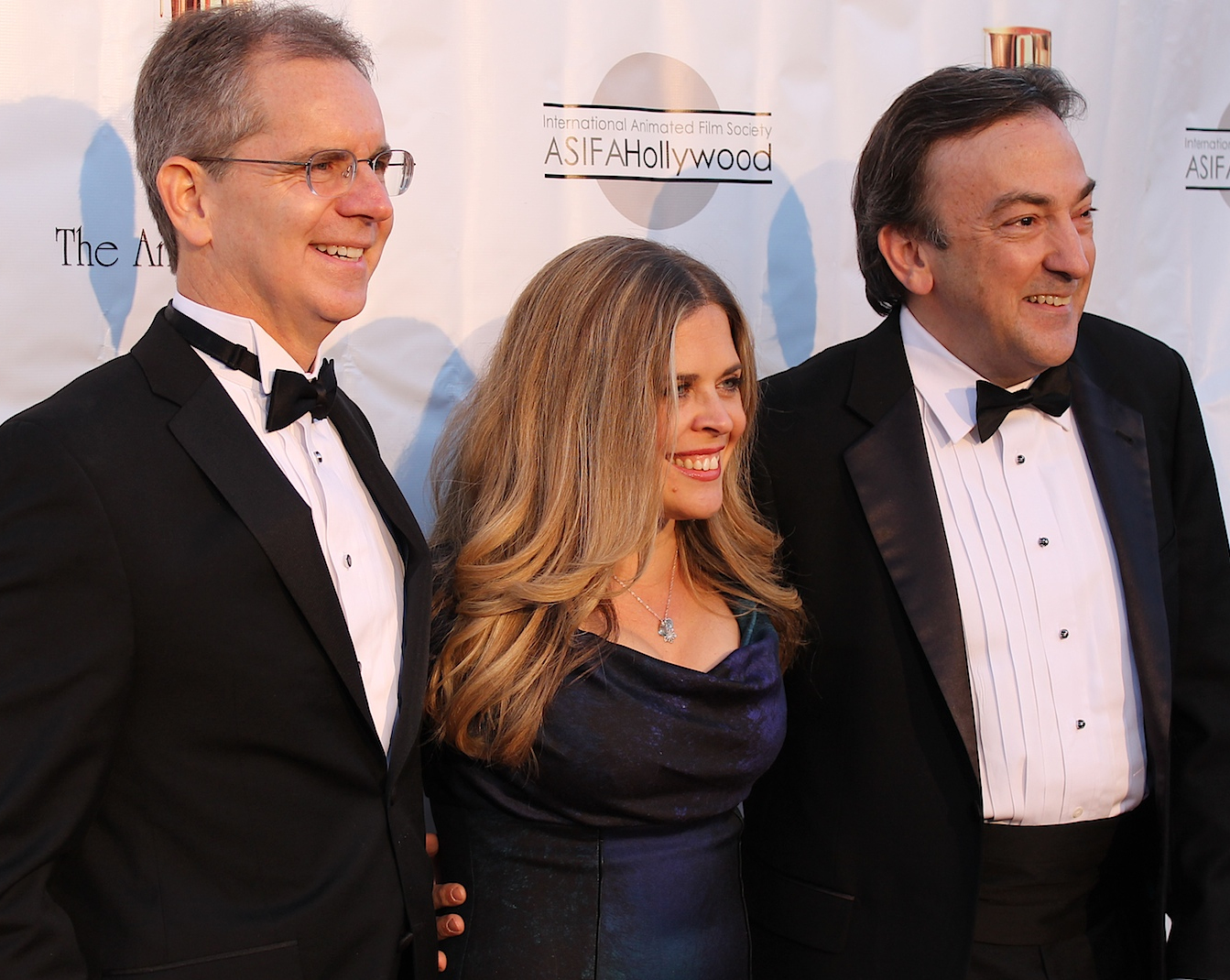
Chris Buck, Jennifer Lee és Peter Del Vecho, a legjobb animációs film kategóriájának győztesei

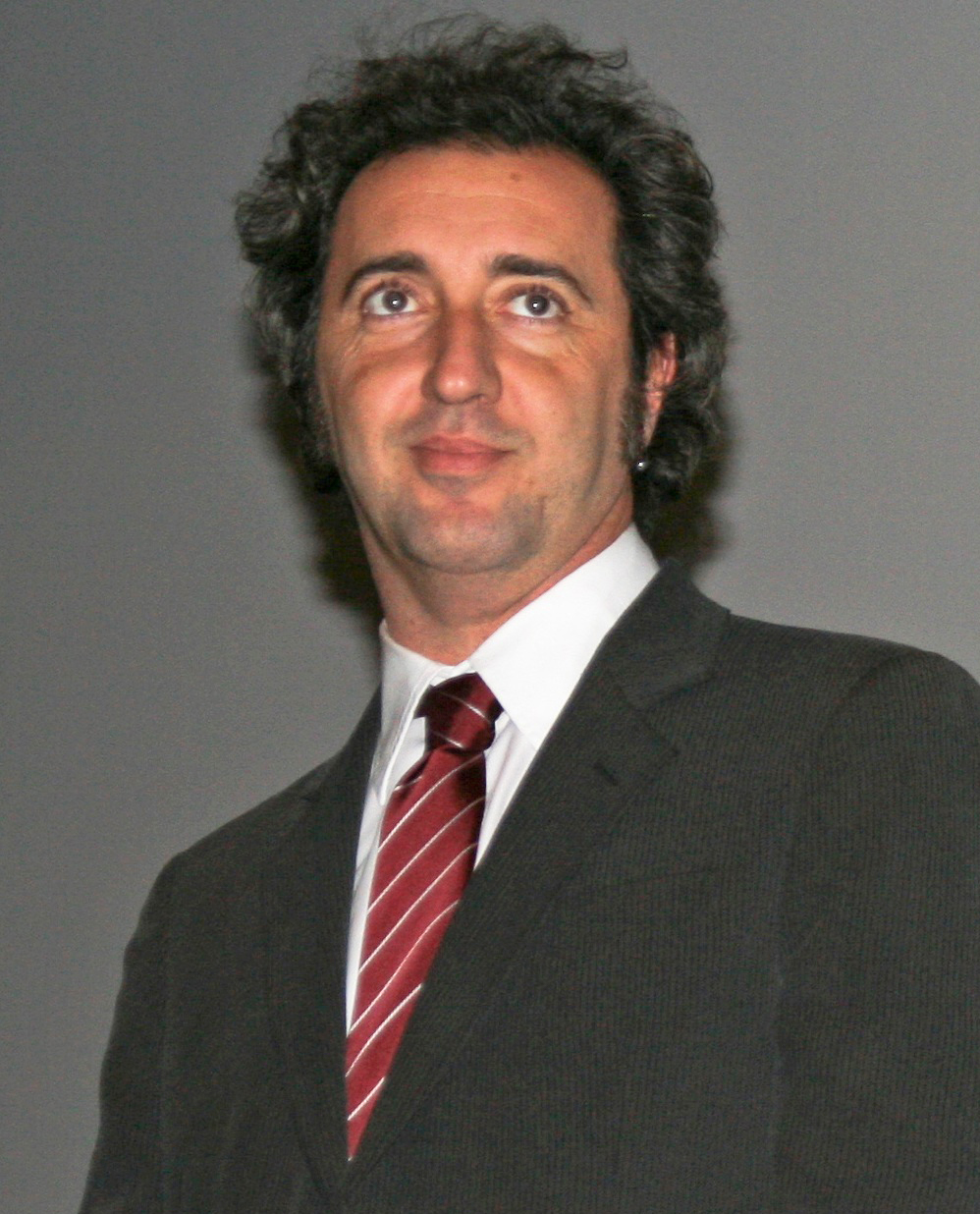
Paolo Sorrentino, legjobb idegen nyelvű film kategóriájának győztese

A jelöltek listáját 2014. január 16-án jelentette be a Samuel Goldwyn Színházban, Beverly Hillsben Cheryl Boone Isaacs, az Akadémia elnöke és a színész Chris Hemsworth. Az Amerikai botrány és a Gravitáció holtversenyben kapta a legtöbb, tíz jelölést.
A nyertesek az első helyen sorolva és félkövérrel jelölve.
| Legjobb film | Legjobb rendező |
| --- | --- |
| - 12 év rabszolgaság – Brad Pitt, Dede Gardner, Jeremy Kleiner, Steve McQueen és Anthony Katagas - Amerikai botrány – Charles Roven, Richard Suckle, Megan Ellison és Jonathan Gordon - Phillips kapitány – Scott Rudin, Dana Brunetti és Michael De Luca - Mielőtt meghaltam – Robbie Brenner és Rachel Winter - Gravitáció – Alfonso Cuarón és David Heyman - A nő – Megan Ellison, Spike Jonze és Vincent Landay - Nebraska – Albert Berger és Ron Yerxa - Philomena – Határtalan szeretet – Gabrielle Tana, Steve Coogan és Tracey Seaward - A Wall Street farkasa – Martin Scorsese, Leonardo DiCaprio, Joey McFarland és Emma Tillinger Koskoff | - Alfonso Cuarón – Gravitáció - Steve McQueen – 12 év rabszolgaság - Alexander Payne – Nebraska - David O. Russell – Amerikai botrány - Martin Scorsese – A Wall Street farkasa |
| Legjobb férfi főszereplő | Legjobb női főszereplő |
| - Matthew McConaughey – Mielőtt meghaltam, mint Ron Woodroof - Christian Bale – Amerikai botrány, mint Irving Rosenfeld - Bruce Dern – Nebraska, mint Woodrow "Woody" Grant - Leonardo DiCaprio – A Wall Street farkasa, mint Jordan Belfort - Chiwetel Ejiofor – 12 év rabszolgaság, mint Solomon Northup | - Cate Blanchett – Blue Jasmine, mint Jeanette "Jasmine" Francis - Amy Adams – Amerikai botrány, mint Sydney Prosser - Sandra Bullock – Gravitáció, mint Dr. Ryan Stone - Judi Dench – Philomena – Határtalan szeretet, mint Philomena Lee - Meryl Streep – Augusztus Oklahomában, mint Violet Weston |
| Legjobb férfi mellékszereplő | Legjobb női mellékszereplő |
| - Jared Leto – Mielőtt meghaltam, mint Rayon - Barkhad Abdi – Phillips kapitány, mint Abduwali Muse - Bradley Cooper – Amerikai botrány, mint Agent Richard "Richie" DiMaso - Michael Fassbender – 12 év rabszolgaság, mint Edwin Epps - Jonah Hill – A Wall Street farkasa, mint Donnie Azoff | - Lupita Nyong’o – 12 év rabszolgaság, mint Patsey - Sally Hawkins – Blue Jasmine, mint Ginger - Jennifer Lawrence – Amerikai botrány, mint Rosalyn Rosenfeld - Julia Roberts – Augusztus Oklahomában, mint Barbara Weston-Fordham - June Squibb – Nebraska, mint Kate Grant |
| Legjobb eredeti forgatókönyv | Legjobb adaptált forgatókönyv |
| - A nő – Spike Jonze - Amerikai botrány – Eric Warren Singer és David O. Russell - Blue Jasmine – Woody Allen - Mielőtt meghaltam – Craig Borten és Melisa Wallack - Nebraska – Bob Nelson | - 12 év rabszolgaság – John Ridley - Mielőtt éjfélt üt az óra – Richard Linklater, Julie Delpy és Ethan Hawke - Phillips kapitány – Billy Ray - Philomena – Határtalan szeretet – Steve Coogan és Jeff Pope - A Wall Street farkasa – Terence Winter |
| Legjobb animációs film | Legjobb idegen nyelvű film |
| - Jégvarázs – Chris Buck, Jennifer Lee és Peter Del Vecho - Croodék – Kirk DeMicco, Chris Sanders és Kristine Belson - Gru 2. – Pierre Coffin, Chris Renaud és Chris Meledandri - Ernest & Celestine – Benjamin Renner és Didier Brunner - Szél támad – Mijazaki Hajao és Szuzuki Tosio | - A nagy szépség (Olaszország) olaszul – Paolo Sorrentino - Alabama és Monroe (Belgium) hollandul – Felix Van Groeningen - A vadászat (Dánia) dánul – Thomas Vinterberg - The Missing Picture (Kambodzsa) franciául – Rithy Panh - Omar (Palesztina) arabul – Hany Abu-Assad |
| Legjobb dokumentumfilm | Legjobb rövid dokumentumfilm |
| - 20 Feet from Stardom – Morgan Neville, Gil Friesen és Caitrin Rogers - Az ölés aktusa – Joshua Oppenheimer és Signe Byrge Sørensen - Cutie and the Boxer – Zachary Heinzerling és Lydia Dean Pilcher - Dirty Wars – Richard Rowley és Jeremy Scahill - The Square – Jehane Noujaim és Karim Amer | - The Lady in Number 6: Music Saved My Life – Malcolm Clarke és Nicholas Reed - Cavedigger – Jeffrey Karoff - Facing Fear – Jason Cohen - Karama Has No Walls – Sara Ishaq - Prison Terminal: The Last Days of Private Jack Hall – Edgar Barens |
| Legjobb rövidfilm | Legjobb animációs rövidfilm |
| - Helium – Anders Walter és Kim Magnusson - Aquel no era yo (That Wasn't Me) – Esteban Crespo - Avant que de tout perdre (Just Before Losing Everything) – Xavier Legrand és Alexandre Gavras - Pitääkö mun kaikki hoitaa? (Do I Have to Take Care of Everything?) – Selma Vilhunen és Kirsikka Saari - The Voorman Problem – Mark Gill és Baldwin Li | - Mr. Hublot – Laurent Witz és Alexandre Espigares - Feral – Daniel Sousa és Dan Golden - Lóra! – Lauren MacMullan és Dorothy McKim - Possessions – Shuhei Morita - Room on the Broom – Max Lang és Jan Lachauer |
| Legjobb eredeti filmzene | Legjobb eredeti dal |
| - Gravitáció – Steven Price - A könyvtolvaj – John Williams - A nő – William Butler és Owen Pallett - Philomena – Határtalan szeretet – Alexandre Desplat - Banks úr megmentése – Thomas Newman | - "Let It Go" a Jégvarázsból – Kristen Anderson-Lopez és Robert Lopez - "Happy" a Gru 2-ből – Pharrell Williams - "The Moon Song" az A nőből – Karen Orzolek és Spike Jonze - "Ordinary Love" a Mandela (Mandela: Long Walk to Freedom)-ból – U2 - "Alone, Yet Not Alone" a Alone Yet Not Alone-ból – Bruce Broughton és Dennis Spiegel (a jelölést visszavonták)                                                     |
| Legjobb hangvágás | Legjobb hangkeverés |
| - Gravitáció – Glenn Freemantle - Minden odavan – Steve Boeddeker és Richard Hymns - Phillips kapitány – Oliver Tarney - A hobbit: Smaug pusztasága – Brent Burge és Chris Ward - A túlélő – Wylie Stateman | - Gravitáció – Skip Lievsay, Niv Adiri, Christopher Benstead és Chris Munro - Phillips kapitány – Chris Burdon, Mark Taylor, Mike Prestwood Smith és Chris Munro - A hobbit: Smaug pusztasága – Christopher Boyes, Michael Hedges, Michael Semanick és Tony Johnson - Inside Llewyn Davis – Skip Lievsay, Greg Orloff és Peter F. Kurland - A túlélő – Andy Koyama, Beau Borders és David Brownlow                    |
| Legjobb látványtervezés | Legjobb operatőr |
| - A nagy Gatsby – Catherine Martin (produkciós design); Beverley Dunn (díszlettervezés) - 12 év rabszolgaság – Adam Stockhausen (produkciós design); Alice Baker (díszlettervezés) - Amerikai botrány – Judy Becker (produkciós design; Heather Loeffler (díszlettervezés) - Gravitáció – Andy Nicholson (produkciós design); Rosie Goodwin és Joanne Woollard (díszlettervezés) - A nő – K. K. Barrett (produkciós design); Gene Serdena (díszlettervezés) | - Gravitáció – Emmanuel Lubezki - A nagymester – Philippe Le Sourd - Inside Llewyn Davis – Bruno Delbonnel - Nebraska – Phedon Papamichael - Fogságban – Roger Deakins |
| Legjobb smink | Legjobb jelmez |
| - Mielőtt meghaltam – Adruitha Lee és Robin Mathews - Jackass Presents: Bad Grandpa – Stephen Prouty - A magányos lovas – Joel Harlow és Gloria Pasqua-Casny | - A nagy Gatsby – Catherine Martin - 12 év rabszolgaság – Patricia Norris - Amerikai botrány – Michael Wilkinson - A nagymester – William Chang Suk Ping - A titokzatos szerető – Michael O'Connor |
| Legjobb vágás | Legjobb vizuális effektek |
| - Gravitáció – Alfonso Cuarón és Mark Sanger - 12 év rabszolgaság – Joe Walker - Amerikai botrány – Jay Cassidy, Crispin Struthers és Alan Baumgarten - Phillips kapitány – Christopher Rouse - Mielőtt meghaltam – John Mac McMurphy és Martin Pensa | - Gravitáció – Tim Webber, Chris Lawrence, Dave Shirk és Neil Corbould - A hobbit: Smaug pusztasága – Joe Letteri, Eric Saindon, David Clayton és Eric Reynolds - Vasember 3. – Christopher Townsend, Guy Williams, Erik Nash és Dan Sudick - A magányos lovas – Tim Alexander, Gary Brozenich, Edson Williams és John Frazier - Sötétségben – Star Trek – Roger Guyett, Patrick Tubach, Ben Grossmann és Burt Dalton |

## Tiszteletbeli Oscar-díj
A díjakat 2013. november 16-án adták át.

### Életműdíj
- Angela Lansbury
- Steve Martin
- Piero Tosi

### Jean Hersholt Humanitárius-díj
- Angelina Jolie

## Statisztika
| Díjak | Film               |
| ----- | ------------------ |
| 7     | Gravitáció         |
| 3     | Mielőtt meghaltam  |
| 3     | 12 év rabszolgaság |
| 2     | Jégvarázs          |
| 2     | A nagy Gatsby      |

| Díjak | Név              | Díj kategóriák                                          |
| ----- | ---------------- | ------------------------------------------------------- |
| 2     | Alfonso Cuarón   | Legjobb rendező, Legjobb vágás (Gravitáció)             |
| 2     | Catherine Martin | Legjobb látványtervezés, Legjobb jelmez (A nagy Gatsby) |

| Jelölések | Film                            |
| --------- | ------------------------------- |
| 10        | Gravitáció                      |
| 10        | Amerikai botrány                |
| 9         | 12 év rabszolgaság              |
| 6         | Phillips kapitány               |
| 6         | Mielőtt meghaltam               |
| 6         | Nebraska                        |
| 5         | A nő                            |
| 5         | A Wall Street farkasa           |
| 4         | Philomena - Határtalan szeretet |
| 3         | Blue Jasmine                    |
| 3         | A hobbit: Smaug pusztasága      |
| 2         | Augusztus Oklahomában           |
| 2         | Gru 2.                          |
| 2         | Jégvarázs                       |
| 2         | A nagymester                    |
| 2         | A nagy Gatsby                   |
| 2         | Inside Llewyn Davis             |
| 2         | A magányos lovas                |
| 2         | A túlélő                        |

| Jelölések | Név               | Díj kategóriák                                                                |
| --------- | ----------------- | ----------------------------------------------------------------------------- |
| 3         | Alfonso Cuarón    | Legjobb film, Legjobb rendező, Legjobb vágás (Gravitáció)                     |
| 3         | Spike Jonze       | Legjobb film, Legjobb eredeti forgatókönyv, Legjobb eredeti betétdal (A nő)   |
| 2         | Steve Coogan      | Legjobb film, Legjobb adaptált forgatókönyv (Philomena - Határtalan szeretet) |
| 2         | Leonardo DiCaprio | Legjobb film, Legjobb férfi főszereplő (A Wall Street farkasa)                |
| 2         | Megan Ellison     | Legjobb film (Amerikai botrány és A nő)                                       |
| 2         | Skip Lievsay      | Legjobb hangkeverés (Gravitáció és Inside Llewyn Davis)                       |
| 2         | Catherine Martin  | Legjobb látványtervezés, Legjobb jelmez (A nagy Gatsby)                       |
| 2         | Steve McQueen     | Legjobb film, Legjobb rendező (12 év rabszolgaság)                            |
| 2         | Chris Munro       | Legjobb hangkeverés (Phillips kapitány és Gravitáció)                         |
| 2         | David O. Russell  | Legjobb rendező, Legjobb eredeti forgatókönyv (Amerikai botrány)              |
| 2         | Martin Scorsese   | Legjobb film, Legjobb rendező (A Wall Street farkasa)                         |

## Díjátadók és előadók

### Díjátadók
A következő személyeket választották a díjak átadására:
| Nevek                            | Díj kategóriák                                                |
| -------------------------------- | ------------------------------------------------------------- |
| Anne Hathaway                    | Legjobb férfi mellékszereplő                                  |
|                                  | Legjobb animációs rövidfilm és Legjobb animációs film         |
| Emma Watson Joseph Gordon-Levitt | Legjobb vizuális effektek                                     |
| Naomi Watts Samuel L. Jackson    | Legjobb jelmez és Legjobb smink                               |
| Kate Hudson Jason Sudekis        | Legjobb rövidfilm és Legjobb rövid dokumentumfilm             |
|                                  | Legjobb dokumentumfilm                                        |
| Ewan McGregor Viola Davis        | Legjobb idegen nyelvű film                                    |
| Chris Hemsworth Charlize Theron  | Legjobb hangkeverés és Legjobb hangvágás                      |
| Christoph Waltz                  | Legjobb női mellékszereplő                                    |
|                                  | Legjobb vágás                                                 |
|                                  | Legjobb látványtervezés                                       |
|                                  | Életműdíj és Irving G. Thalberg-emlékdíj                      |
| Jamie Foxx Jessica Biel          | Legjobb eredeti filmzene és Legjobb eredeti betétdal          |
| Robert De Niro Penélope Cruz     | Legjobb adaptált forgatókönyv és Legjobb eredeti forgatókönyv |
| Sidney Poitier Angelina Jolie    | Legjobb rendező                                               |
| Daniel Day-Lewis                 | Legjobb női főszereplő                                        |
| Jennifer Lawrence                | Legjobb férfi főszereplő                                      |
| Will Smith                       | Legjobb film                                                  |

### Előadók
Az alábbi személyeket választották, hogy előadják zeneszámaikat:
| Név               | Zeneszám                                            |
| ----------------- | --------------------------------------------------- |
| Pharrell Williams | "Happy" a Gru 2-ből                                 |
| Idina Menzel      | "Let It Go" a Jégvarázsból                          |
| Karen O           | "The Moon Song" az A nőből                          |
| U2                | "Ordinary Love" a Mandela: Long Walk to Freedom-ból |
| Bette Midler      | "Wind Beneath My Wings" a Barátnőkből               |
| Pink              | "Over the Rainbow" a Óz, a csodák csodájából        |